# Oakland Raiders 2013
La stagione 2013 degli Oakland Raiders è stata la 44ª della franchigia nella National Football League, la 54ª complessiva e la seconda con il capo allenatore Dennis Allen. La precedente stagione si concluse con il record di 4 vinte e 12 perse.

## Scelte nel Draft 2013

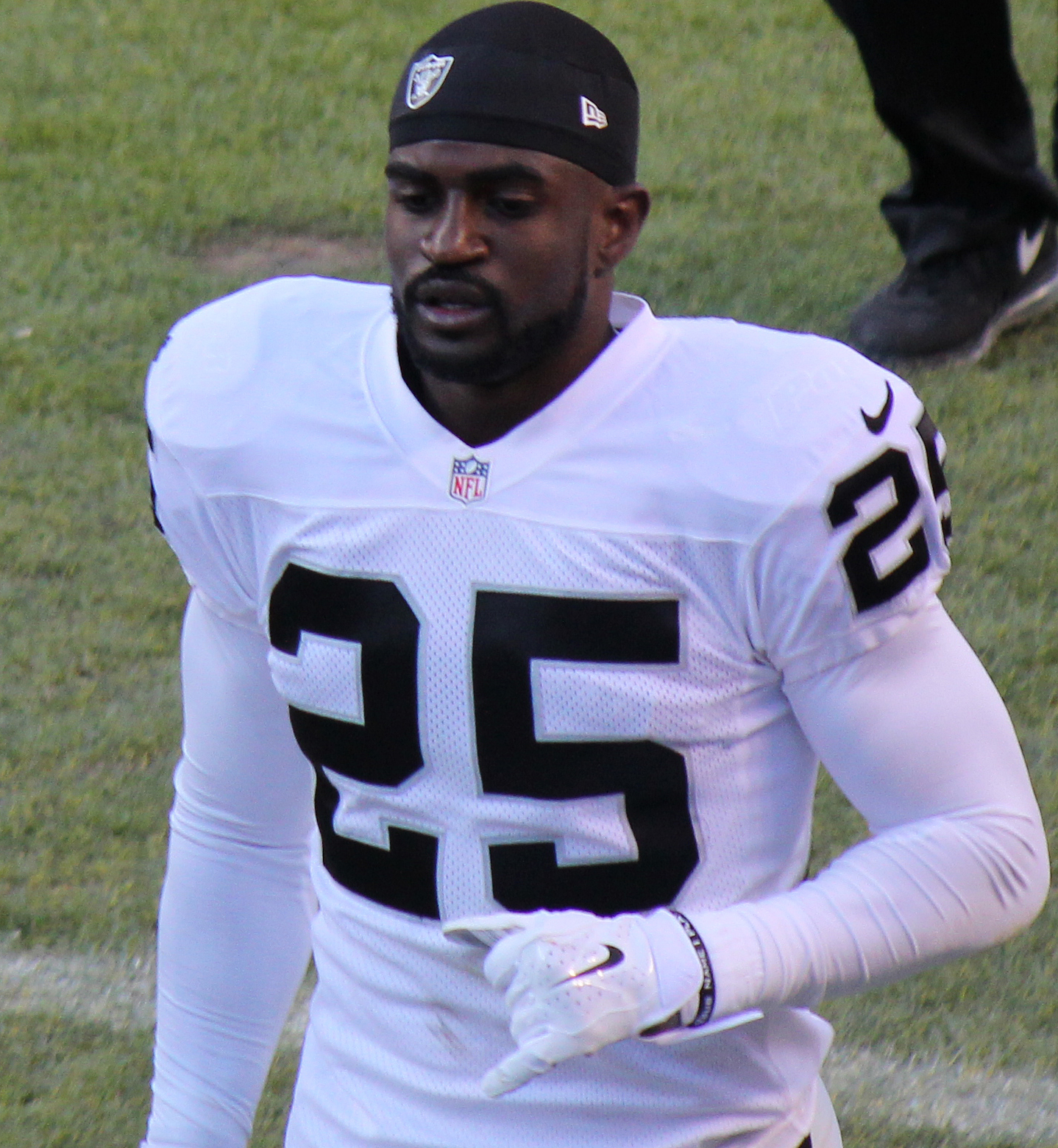
D.J. Hayden fu scelta del primo giro dei Raiders nel 2013

Prima del draft le scelte cedute sono state:
- La 37ª per l'acquisto del quarterback Carson Palmer dai Cincinnati Bengals.[3]
- La 138ª per l'acquisto del linebacker Aaron Curry dai Seattle Seahawks.[4]
- La 219ª (ottenuta dalla cessione del wide receiver Louis Murphy ai Carolina Panthers) insieme al quarterback Carson Palmer.[5]

| Scelte dei Raiders nel Draft 2013 |        |                 |       |                  |
| Giro                              | Scelta | Giocatore       | Ruolo | College          |
| 1º                                | 12ª    | D.J. Hayden     | CB    | Houston          |
| 2°                                | 42ª    | Menelik Watson  | OT    | Florida State    |
| 3°                                | 66ª    | Sio Moore       | LB    | UConn            |
| 4°                                | 112ª   | Tyler Wilson    | QB    | Arkansas         |
| 6°                                | 172ª   | Nick Kasa       | TE    | Colorado         |
| 6°                                | 181ª   | Latavius Murray | RB    | Central Florida  |
| 6°                                | 184ª   | Mychal Rivera   | TE    | Tennessee        |
| 6°                                | 205ª   | Stacy McGee     | DT    | Oklahoma         |
| 7°                                | 209ª   | Brice Butler    | WR    | San Diego State  |
| 7°                                | 233ª   | David Bass      | DE    | Missouri Western |

I Raiders fecero inoltre i seguenti scambi di scelte:
- La 3ª scelta ai Miami Dolphins in scambio della 12ª e 42ª scelta.
- La 100ª ai Tampa Bay Buccaneers in scambio della 112ª e 181ª scelta.
- La 176ª, ottenuta in precedenza dagli Arizona Cardinals in scambio della 219ª e Carson Palmer e poi ceduta agli Houston Texans, in cambio della 184ª e 233ª scelta.

## Movimenti di rilievo prima e dopo il draft

### Prima del draft
- Il 12 marzo svincolarono il wide receiver Darrius Heyward-Bey la free safety Michael Huff e il defensive end Dave Tollefson, mentre rifirmarono il free agent cornerback Phillip Adams
- Il 13 marzo rifirmarono il free agent defensive back Coye Francies e i free agent: defensive end Jason Hunter, defensive tackle Pat Sims e linebacker Kaluka Maiava
- Il 15 marzo firmarono il free agent linebacker Nick Roach
- Il 17 marzo firmarono il free agent linebacker Kevin Burnett
- Il 18 marzo firmarono il free agent defensive tackle Vance Walker
- Il 20 marzo rifirmarono il free agent tackle Khalif Barnes
- Il 26 marzo firmarono il free agent tackle Alex Barron
- Il 27 marzo svincolarono il defensive tackle Tommy Kelly
- Il 1º aprile scambiarono la scelta del 5º giro del draft NFL 2014 e una scelta del draft NFL 2015 per avere il quarterback Matt Flynn dai Seattle Seahawks
- Il 2 aprile firmarono il free agent cornerback Tracy Porter e cedettero il quarterback Carson Palmer e la 219ª scelta del draft NFL 2013 agli Arizona Cardinals ottenendo la loro 176ª scelta del draft 2013 e una non ancora decisa del draft 2014. Questa operazione fu fatta per liberare spazio salariale
- Il 5 aprile svincolarono il linebacker Rolando McClain
- Il 10 aprile firmarono il free agent safety Reggie Smith e il free agent running back Rashad Jennings.

### Dopo il draft
- Il 29 aprile firmarono il free agent centro Lamar Mady
- Il 15 maggio firmarono il free agent wide receiver Joshua Cribbs
- Il 17 maggio firmarono il free agent punter Chris Kluwe
- Il 21 maggio firmarono il free agent defensive back ex-Raiders Charles Woodson
- Il 25 agosto venne svincolato Joshua Cribbs.
- Il 27 agosto venne inserito nella (PUP) list non attiva, il linebacker Miles Burris
- Il 31 agosto venne svincolato il defensive end Andre Carter, il tight end Richard Gordon, il defensive end Andre Carter, il cornerback Joselio Hanson e sospeso per 4 partite della stagione regolare il wide receiver Andre Holmes
- Il 1º settembre venne svincolato il punter Chris Kluwe
- Il 2 settembre venne svincolato l'offensive tackle Alex Barron per liberare spazio al neo acquisto offensive tackle Tony Pashos
- Il 7 settembre venne inserito nella lista degli infortunati in attesa di rientro, l'offensive tackle Jared Veldheer

## Movimenti di rilievo durante la regular season
- Il 23 settembre venne inserito nella lista degli infortunati il tight end David Ausberry
- Il 7 ottobre rientrò in squadra dopo la sospensione il wide receiver Andre Holmes e venne svincolato il quarterback Matt Flynn. Con quest'ultimo movimento i Raiders non perderanno la scelta del draft del 2015
- Il 23 ottobre venne svincolato il defensive tackle Christo Bilukidi.
- Il 20 novembre venne inserito nella lista infortunati la prima scelta D.J. Hayden e venne reinserito dalla lista degli inattivi il linebacker Miles Burris
- Il 23 novembre venne inserito nella lista infortunati il wide receiver di riserva Juron Criner
- Il 27 novembre venne reinserito nel roster ufficiale dei Raiders l'offensive tackle titolare Jared Veldheer.
- Il 7 dicembre venne inserito nella lista infortunati le riserve: safety Usama Young e il linebacker Kaluka Maiava
- Il 14 dicembre venne inserito nella lista infortunati la strong safety titolare Tyvon Branch.

## Precampionato
| Precampionato |                |                      |           |        |                                 |         |
| Settimana     | Data           | Avversario           | Risultato | Record | Stadio                          | Sintesi |
| 1             | 9 agosto 2013  | Dallas Cowboys       | V 19-17   | 1-0    | Oakland-Alameda County Coliseum | Sintesi |
| 3             | 16 agosto 2013 | @ New Orleans Saints | S 20-28   | 1-1    | Mercedes-Benz Superdome         | Sintesi |
| 3             | 23 agosto 2013 | Chicago Bears        | S 26-34   | 1-2    | Oakland-Alameda County Coliseum | Sintesi |
| 4             | 29 agosto 2013 | @ Seattle Seahawks   | S 6-22    | 1-3    | CenturyLink Field               | Sintesi |

## Stagione regolare

### Calendario
| Stagione regolare |                    |                        |                    |                    |                                     |                    |
| Settimana         | Data               | Avversario             | Risultato          | Record             | Stadio                              | Sintesi            |
| 1                 | 8 settembre 2013   | @ Indianapolis Colts   | S 17-21            | 0-1                | Lucas Oil Stadium                   | Sintesi            |
| 2                 | 15 settembre 2013  | Jacksonville Jaguars   | V 19-9             | 1-1                | Oakland-Alameda County Coliseum     | Sintesi            |
| 3                 | 23 settembre 2013  | @ Denver Broncos (M)   | S 21-37            | 1-2                | Sports Authority Field at Mile High | Sintesi            |
| 4                 | 29 settembre 2013  | Washington Redskins    | S 14-24            | 1-3                | Oakland-Alameda County Coliseum     | Sintesi            |
| 5                 | 6 ottobre 2013     | San Diego Chargers (S) | V 27-17            | 2-3                | Oakland-Alameda County Coliseum     | Sintesi            |
| 6                 | 13 ottobre 2013    | @ Kansas City Chiefs   | S 7-24             | 2-4                | Arrowhead Stadium                   | Sintesi            |
| 7                 | Settimana di pausa | Settimana di pausa     | Settimana di pausa | Settimana di pausa | Settimana di pausa                  | Settimana di pausa |
| 8                 | 27 ottobre 2013    | Pittsburgh Steelers    | V 21-18            | 3-4                | Oakland-Alameda County Coliseum     | Sintesi            |
| 9                 | 3 novembre 2013    | Philadelphia Eagles    | S 20-49            | 3-5                | Oakland-Alameda County Coliseum     | Sintesi            |
| 10                | 10 novembre 2013   | @ New York Giants      | S 20-24            | 3-6                | MetLife Stadium                     | Sintesi            |
| 11                | 17 novembre 2013   | @ Houston Texans       | V 28-23            | 4-6                | Reliant Stadium                     | Sintesi            |
| 12                | 24 novembre 2013   | Tennessee Titans       | S 19-23            | 4-7                | Oakland-Alameda County Coliseum     | Sintesi            |
| 13                | 28 novembre 2013   | @ Dallas Cowboys (T)   | S 24-31            | 4-8                | AT&T Stadium                        | Sintesi            |
| 14                | 8 dicembre 2013    | @ New York Jets        | S 27-37            | 4-9                | MetLife Stadium                     | Sintesi            |
| 15                | 15 dicembre 2013   | Kansas City Chiefs     | S 31-56            | 4-10               | Oakland-Alameda County Coliseum     | Sintesi            |
| 16                | 22 dicembre 2013   | @ San Diego Chargers   | S 13-26            | 4-11               | Qualcomm Stadium                    | Sintesi            |
| 17                | 29 dicembre 2013   | Denver Broncos         | S 14-34            | 4-12               | Oakland-Alameda County Coliseum     | Sintesi            |

Note:
- Gli avversari della propria division sono in grassetto.
- Il simbolo "@" indica una partita giocata in trasferta.
- (M) indica il Monday Night Football, (T) il Thursday Night Football e (S) il Sunday Night Football.

## Classifiche

### Division West
| AFC West               |    |    |   |     |     |     |
| Squadra                | V  | S  | P | PCT | PF  | PS  |
| (1) Denver Broncos     | 13 | 3  | 0 | 813 | 606 | 399 |
| (5) Kansas City Chiefs | 11 | 5  | 0 | 688 | 430 | 305 |
| (6) San Diego Chargers | 9  | 7  | 0 | 563 | 396 | 348 |
| Oakland Raiders        | 4  | 12 | 0 | 250 | 322 | 453 |

In verde le squadre qualificate ai play-off con il relativo seed.